# Les Identitaires
Ne doit pas être confondu avec Génération identitaire.
Les Identitaires (connus un temps sous le nom de Bloc identitaire – Mouvement social européen) est un mouvement politique d'extrême droite français se revendiquant comme identitaire, fondé en 2002 et qui s'est transformé en parti politique en 2009. Après sa transformation en parti, le mouvement participe à certaines élections et à des campagnes électorales, tout en continuant à privilégier les méthodes de type activiste et les actions symboliques.
Fondé le 30 août 2002, le mouvement est une composante de la mouvance identitaire en France. Il s'oppose à la poursuite de l'immigration extra-européenne, à l'islam et adopte la théorie raciste du « grand remplacement ». A la différence de l'extrême droite traditionnelle et des nationalistes-révolutionnaires, il affirme rejeter toute forme d'antisémitisme et d'antisionisme.
Il se réclame à la fois du nationalisme régional, historique (correspondant aux États-nations) et européen. Dominique Venner, Pierre Vial et Guillaume Faye comptent parmi les principaux inspirateurs du mouvement.
Le mouvement est décrit par les médias comme étant d'extrême droite,, identitaire et nationaliste. Il est également qualifié de nationaliste blanc,,, néofasciste,, raciste et islamophobe,.
Génération identitaire, son mouvement de jeunesse, mène de façon régulière des actions symboliques, comme l'occupation du chantier de la grande mosquée de Poitiers en 2012. Il prend son autonomie en 2016 ; il est dissous sur ordre du gouvernement français en 2021.

## Historique

### Création
En août 2002, à la suite de la tentative d'assassinat perpétrée par Maxime Brunerie, membre du Mouvement national républicain (MNR) et sympathisant d'Unité radicale, contre le président de la République française, Jacques Chirac, lors du défilé du 14 juillet 2002, le groupe Unité radicale est dissous. Il était lui-même issu de la fusion de deux mouvances : Nouvelle Résistance/Jeune Résistance/Union des Cercles Résistance d'une part, et Groupe union défense (GUD) de l'autre. Unité radicale a en outre attiré des dissidents d'autres groupuscules d'extrême droite radicale tels que L'Œuvre française et le PNFE (Parti nationaliste français et européen) « critiquant l'inaction, le folklorisme et le passéisme de leurs ex-organisations ». Les conclusions de l’instruction menée par le juge Marie-Odile Bertella-Geffroy, rendues en juillet 2004, établissent que l'acte, isolé, n'avait pas de but politique.
Deux dirigeants d'Unité radicale, Fabrice Robert et Guillaume Luyt, participent peu après du lancement du site les-identitaires.com et de l'association Les Identitaires. La fondation du Bloc identitaire intervient le 30 août 2002 à Salon-de-Provence, toujours avec Guillaume Luyt et Fabrice Robert, mais aussi 13 autres personnes dont Philippe Vardon, Olivier et Richard Roudier, André-Yves Beck. Fabrice Robert devint président du BI et Guillaume Luyt vice-président. Depuis, le mouvement est en voie de normalisation et la grande majorité de ses militants n'a jamais appartenu à Unité radicale.

### Résultats électoraux
Le Bloc identitaire se présente pour la première fois à des élections le 12 juin 2005 à Nice, par l'intermédiaire de son mouvement associé Nissa Rebela. Il présente alors un candidat à l'élection cantonale dans le 7e canton, récoltant 85 voix, soit 1,9 % des suffrages exprimés.
En 2008, Philippe Vardon, tête de liste aux élections municipales à Nice, obtient 3,0 % des voix, tandis que Benoît Lœuillet, candidat aux élections cantonales dans le canton de Nice-6, recueille 5,1 %. En septembre 2009, dans ce même canton, lors d'une élection partielle, Benoît Lœuillet obtient 7,7 %, à cinq voix seulement du candidat FN (7,8 %),.
Le Bloc identitaire annonce sa transformation en parti politique à l'occasion de sa convention organisée à Orange, qui rassemble près de 600 militants, en octobre 2009. Il revendique alors 2 000 adhérents.
Lors des élections régionales de 2010, le mouvement soutient plusieurs listes. Parmi celles-ci :
- en Provence-Alpes-Côte d'Azur, la liste Ligue du Sud autour de Jacques Bompard recueille 2,7 % des voix au niveau régional et 8,4 % dans le Vaucluse[28] ;
- en Alsace, la liste d'Alsace d'abord conduite par Jacques Cordonnier obtient 5,0 % des suffrages, en baisse par rapport au résultat obtenu au premier tour des élections régionales de 2004 (9,4 %)[29],[30] ;
- en Languedoc-Roussillon, la liste « Ligue du Midi » recueille 0,7 % des voix[31].

En 2017, Fabrice Robert indique que Les Identitaires ont « cessé toute confrontation électorale avec le FN ».

### Changement de dénomination
Le 23 juillet 2016, le mouvement décide de se rebaptiser « Les Identitaires », nom déjà utilisé à ses débuts en 2002.

## Idéologie
Le mouvement se positionne de diverses manières dans le corpus idéologique d'extrême droite,.

### Ethno-différentialisme
Selon le politologue Stéphane François, le Bloc identitaire est « un courant de l'extrême droite française apparu en avril 2003 […] dont les idées préexistaient depuis la fin des années 1980 ». D'après lui, le Bloc revendique un « socialisme ethniciste », inspiré par l'écrivain collaborationniste et Waffen-SS français Saint-Loup alias Marc Augier, qui fonctionnerait suivant le principe d'aides sociales excluant Juifs et musulmans, comme l'illustreraient les distributions de soupes populaires au cochon. Selon le politologue Stéphane François, « les Identitaires défendent une sorte de « socialisme ethniciste », sous l’influence manifeste de l'écrivain français Marc Augier, dit Saint-Loup, qui peut se résumer de la façon suivante : aider « les nôtres », au sens racial de l’expression, avant « les autres » ».
Le fonds doctrinal du Bloc identitaire proviendrait des travaux des groupes de la Nouvelle droite, comme le GRECE. Le Bloc identitaire a fondé un Conseil représentatif des associations blanches. Les identitaires affirment qu'ils « refusent le métissage, vu comme un ethnocide, et l’immigration, perçue comme une colonisation de l’Europe ». Ils évoquent systématiquement l'existence d'un « racisme anti-français ». Stéphane François qualifie cette « peur du mélange ethnique » de « discours mixophobique ». Le Bloc identitaire prône la « remigration » des immigrés extra-européens. Selon François, les identitaires ont parfois établi « des alliances avec des ennemis « raciaux », mais qui partagent la même vision identitaire du monde et le même antisémitisme, comme ce fut le cas avec la Tribu Ka et ses avatars ».

### Théorie du «Grand remplacement»
Le politologue spécialiste de l'extrême droite Jean-Yves Camus classe le BI dans un premier temps, en 2010, non à l'extrême droite, mais « à droite de la droite » ou dans la « droite radicale ». Pour lui, « le Bloc identitaire essaie de concilier un populisme débarrassé des oripeaux de la vieille extrême droite radicale, dont il est issu, avec cette question identitaire, un peu comme la Ligue du Nord italienne. ». Dans sa « quête de respectabilité », il tient selon lui à « se démarquer de l'antisémitisme et de l'antisionisme » et est « principalement préoccupé par la croissance de l’islam en Europe et le caractère désagrégateur du multiculturalisme ». En 2018 J.-Y Camus place les identitaires à l'extrême droite en raison de leur évolution : « Au plan des projets politiques, le FN et les identitaires partagent de plus en plus la thèse du « Grand Remplacement ». Cette théorie a été popularisée par l’écrivain souverainiste et identitaire Renaud Camus. Elle affirme que le substrat ethnico-religieux du peuple français est en passe de changer totalement de nature, en raison d’une immigration de peuplement d’origine extra-européenne. Les deux sous-familles de l’extrême droite divergent par contre sur la manière de répondre à ce constat. ». J-Y Camus ajoute que « les diverses composantes de ce programme conduisent le BI et ceux de ses cadres, qui sont désormais dans l’orbite du FN, à pencher résolument en faveur des positions de Marion Maréchal-Le Pen plutôt que de celles de Marine Le Pen et Florian Philippot ».

### Rejet de l'islam
Les Identitaires organisent en décembre 2010, en partenariat avec l’association Riposte laïque, les « Assises internationales sur l’islamisation de nos pays ». Bien qu'ils aient affirmé à l'origine une identité païenne - dans le sillage du GRECE d'Alain de Benoist -  ils invoquent par la suite une identité catholique qu'il faudrait défendre contre l'islam.
Les Identitaires sont réputés obsédés par l’Islam, mais selon le sociologue Emmanuel Casajus, leur discours islamophobe obéit en réalité à des impératifs tactiques : « il est plus facile de combattre l’obscurantisme supposé d’une religion que de défendre la "race blanche" ». Les Identitaires ne seraient pas tant préoccupés par l'islam, que par l’origine non-européenne de nombre d'immigrés. Leur insistance sur l'islam s'explique par leur crainte d'être catégorisés comme racistes.

### Inspirations et références
Dominique Venner, Pierre Vial et Jean Haudry sont les principales références du mouvement.
Selon The Conversation, les identitaires partagent de nombreux thèmes avec le Front national tel que l'antimondialisme et l'opposition à l'islamisation mais d'autres influences s'exercent également sur le mouvement : les socialistes non-marxistes, les théories du communiste italien Antonio Gramsci concernant l'hégémonie culturelle, la doctrine sociale catholique, le système suisse de démocratie directe et la Nouvelle Droite française ont inspiré les Identitaires. Contrairement au FN, iles Identitaires ne se fondent pas sur une identité française d'un Etat centralisé mais sur une identité régionale avec une allégeance au continent européen inspiré de « l'Europe des 100 drapeaux » du nationaliste breton Yann Fouéré.
Le logotype du parti représente un sanglier stylisé, en référence à la couverture de Pourquoi nous combattons, ouvrage publié en 2001 par Guillaume Faye.
Le BI utilise également comme symbole le lambda en référence à Sparte, cité incarnant pour le mouvement l'idée de défendre l'identité européenne face à une menace perçue chez « l'Autre ».
En 2011, il tient son université d'été dans le château de Roquefavour, propriété du GRECE qui y tient également ses universités d'été.

#### Philosophie, psychologie, psychanalyse et religion
Le mouvement, dans sa critique de l'islam et de l'histoire de l'islam, s'inspire des écrits de Guillaume Faye pour l'évocation d'un lien prétendu entre le califat et l'immigration musulmane et arabe en Europe. Il est également influencé par d'autres auteurs, comme Anne-Marie Delcambre sur l'islamisme, mais aussi Jacques Heers pour les interactions entre l'Occident, l'Europe et l'islam, et plus récemment Sylvain Gouguenheim[réf. nécessaire].

## Relations avec les autres partis
Les Identitaires comptent sur l'insatisfaction d'une partie de la droite radicalisée, en particulier des partisans de Philippe de Villiers et son Mouvement pour la France depuis son rapprochement de l'UMP et sur la restructuration du Front national. Lors de la convention, Richard Roudier, tête de liste de la Ligue du Midi en Languedoc-Roussillon pour les régionales de 2010, condamne implicitement Jean-Marie Le Pen : « le Front national a déshonoré la notion d'identité » par les déclarations de son chef sur la Seconde Guerre mondiale, que le mouvement « condamne formellement et absolument ». Le BI espère, selon les spécialistes, se placer entre Philippe de Villiers et Jean-Marie Le Pen.
Le mouvement soutient la candidature d'Arnaud Gouillon pour l'élection présidentielle de 2012. Il renonce à ce projet en septembre 2011, en raison de l'impossibilité de réunir les 500 parrainages, mais aussi pour ménager un possible accord entre Philippe Vardon et le FN lors des législatives de 2012 et des municipales de 2014. Le 8 octobre 2011, le mouvement appelle à voter Arnaud Montebourg à la primaire socialiste pour soutenir son concept de « démondialisation ». Le 24 janvier 2012, le mouvement tient une consultation interne au cours de laquelle la majorité (62,64 %) de ses adhérents décident de se prononcer pour l'absence de consigne de vote à l'élection présidentielle. Néanmoins, Nissa Rebela, le groupe niçois présidé par Philippe Vardon, soutient Marine Le Pen lors de cette élection.
Le mouvement appelle à voter FN pour la première fois lors des élections européennes de 2014.

## Lobbying

### Critiques envers le groupe Sniper
En 2003, le Bloc identitaire mène des campagnes de lobbying intensives auprès des élus pour interdire la tenue des concerts du groupe de rap Sniper, accusé d’être « anti-français » et raciste anti-blanc. Le syndicat de police FO demande alors au ministre de l'Intérieur, Nicolas Sarkozy de porter plainte contre le groupe. En réponse à une interpellation de la députée Nadine Morano, Nicolas Sarkozy déclare que « les textes de ce genre sont triplements scandaleux : antisémites, racistes et injurieux ».

### Opposition à Cesare Battisti
En 2004, Cesare Battisti, ancien membre des Prolétaires armés pour le communisme (PAC), condamné dans son pays pour plusieurs braquages et assassinats, est pris pour cible par les militants identitaires. Cesare Battisti est alors menacé d’expulsion, puis s'ensuit une publication d'un entretien avec le fils de Lino Sabbadin (it), assassiné par les PAC. En avril 2006, Cesare Battisti, toujours en fuite, publie aux éditions Rivages et Grasset un livre intitulé Ma Cavale. Il y accuse notamment le Bloc identitaire d’avoir été financé par l’ambassade d’Italie pour l’« agresser ».

### Soupes identitaires
Depuis 2003 ou 2004, le mouvement organise ou appuie, directement ou par l'intermédiaire d'associations satellites ou amies, la distribution de soupes identitaires aux sans domicile fixe. Le principe de ces soupes identitaires est de contenir du porc, ce qui a pour conséquence d'exclure les juifs et les musulmans pratiquants,. Ces distributions ont lieu dans plusieurs villes en France et en Belgique : à Strasbourg par le collectif Solidarité alsacienne proche d'Alsace d'abord, à Nice par l'association Soulidarietà, à Paris par l'association Solidarité des Français (SDF) ainsi qu'en Belgique : à Bruxelles par l'association Renaissance sociale et à Anvers par l'association Antwerpse Solidariteit, proche du Vlaams Belang[réf. nécessaire].
Un arrêté préfectoral de 2006 confirmé par le Conseil d’État en 2007 interdit la distribution de cette soupe dans Paris mais les distributions continuent en 2010. L'association proche de celles du Bloc identitaire, Solidarité des Français, confirme que les distributions ne se sont jamais arrêtées. L'avocat de l'association déclare que les personnes refusant du porc « se voient proposer d'autres aliments » comme un dessert, attestation d'un musulman à l'appui, mais sur le site de l'association figure « Pas de soupe, pas de dessert, les nôtres avant les vôtres. ».
Devant la polémique soulevée en France, la préfecture de police de Paris a décidé d'interdire les soupes identitaires à partir du 28 décembre 2006, à cause du risque de trouble à l'ordre public. Saisi en référé, le Tribunal administratif suspend la décision au motif que même s'il reconnaît que cette distribution a un caractère clairement discriminatoire, cela ne justifie pas l'atteinte à la liberté de réunion constituée par cette interdiction. Le Ministre de l'Intérieur de l'époque, Nicolas Sarkozy, soutenu par le maire de Paris de l'époque, Bertrand Delanoë, saisit alors le Conseil d'État qui, par une ordonnance du juge des référés du 5 janvier 2007,, lui donne raison en annulant l'ordonnance rendue en première instance. Le Conseil estime qu'il y a eu contradiction de la part du tribunal administratif quand il a affirmé que l'interdiction était disproportionnée alors que le caractère discriminatoire était clairement établi,. Par une décision du 16 juin 2009, rendue publique le 6 juillet 2009, la Cour européenne des droits de l'homme a déclaré irrecevable, pour défaut manifeste de fondement, le recours de Solidarité des Français fondé sur les articles 6, 9 et 11 de la Convention européenne des droits de l'homme. Pour la CEDH, la préfecture de Paris « a légitimement considéré qu'un rassemblement en vue de la distribution sur la voie publique d'aliments contenant du porc, vu son message clairement discriminatoire et attentatoire aux convictions des personnes privées du secours proposé, risquait de causer des troubles à l'ordre public que seule son interdiction pouvait éviter ».
Dans un entretien au Financial Times, la présidente de Solidarité des Français, Odile Bonnivard, anciennement membre du MNR, revendique son affiliation au Bloc identitaire ; elle affirme que la tendance française est de privilégier les besoins des étrangers au détriment des personnes partageant sa culture et sa civilisation et ajoute que les SDF musulmans ou juifs ne sont pas obligés de manger sa soupe, affirmant qu'il y a d'autres organisations susceptibles de les nourrir. Dans le journal Minute, elle décrit son action en ces termes : « Nous avons décidé d’aider « les nôtres » avant « les autres ».
Juridiquement, de tels propos permettent d'affirmer que le caractère discriminatoire de la distribution est revendiqué, même si ce n'est pas le terme employé par les distributeurs.

## Dirigeants
- Directeurs nationaux : Fabrice Robert (ancien élu du Front national et ancien membre du Mouvement national républicain) et Jean-David Cattin[65].
- Le bureau directeur a fait l’objet d'un important renouvellement au printemps 2012[66] et a intégré plusieurs représentants des mouvements de jeunes identitaires. Il est composé des membres suivants[67]:
  - Fabrice Robert (président des Identitaires)
  - Tristan Ronarc'h (Les Identitaires)
  - Simon Charles (Les Identitaires)
  - Sébastien Roux (Les Identitaires)
  - Pierre Robesson (Maisons de l'identité)
  - Guillaume Lotti (Les Identitaires)
  - Georges Gourdin (Les Identitaires)
  - Émilie Cassel (Les Identitaires)
  - Dominique Lescure (Les Identitaires)
  - Damien Rieu (Génération identitaire)
  - Christophe Pacotte (Les Identitaires)
  - Benoît Lœuillet (Nissa Rebela)
  - Alban Ferrari (Génération identitaire)
- Ancien dirigeant : Philippe Milliau, président de TV Libertés.

## Adhérents
Le Bloc identitaire revendique 2 000 adhérents en 2009.

## Structures connexes
« Solidarité des Français » redirige ici. Pour l’organisation des années 30, voir Solidarité française.
Les Identitaires contrôlent plusieurs associations qui se veulent à vocation humanitaire et sociale : Comité d’entraide aux prisonniers européens, Solidarité des Français, Soulidarietà. Plusieurs structures politico-culturelles régionalistes, comme Kerkant, Nissa Rebela, Ligue du Midi, Jeune Bretagne ou Alsace d'abord, sont également proches du BI.
Certaines de ces associations (Jeune Bretagne, Alsace d'Abord, Ligue du Midi, Ligue francilienne) font scission du Bloc identitaire en 2012 pour créer le Réseau Identités, dirigé par Richard Roudier. Celui-ci finit par s'auto-dissoudre en 2016.
Le mouvement a créé, avec l'association Terre et Peuple, le Conseil représentatif des associations blanches. Il entretient des liens étroits avec les mouvements identitaires belges (comme le Mouvement Nation ou le Vlaams Belang), espagnols, italiens, portugais et suisses.
Le BI est à l'origine de la Convention identitaire, dont les invités sont issus de la mouvance identitaire européenne, qui se rassemble annuellement. La Convention identitaire a organisé sa première réunion à Beaune en Bourgogne en 2007. La réunion du 17-18 octobre, au Palais des princes d'Orange, invite le Suisse Dominique Baettig, les Espagnols Josep Anglada (président de Plateforme pour la Catalogne) et Eduardo Núñez (président d'Asamblea Identitaria), les Portugais de Causa Identitària, Andreas Mölzer (député européen) représente le FPÖ autrichien. La Ligue du Nord italienne envoie Mario Borghezio. La convention annonce la présence de représentants de deux « partis de gouvernement », l'UDC suisse et la Ligue du Nord italienne. Yves-Marie Laulan est aussi invité. Au cours de cette réunion le mouvement annonce qu’il devient statutairement un parti politiqueref name="Camus 2009-10-19" />.

### Novopress.info
Le mouvement est à l’origine de Novopress.info, un site internet qui se présente comme une « agence de presse internationale ». Il compte parmi ses responsables Fabrice Robert, mégrétiste, ex-dirigeant d'Unité radicale ainsi que Guillaume Luyt ancien dirigeant du Front national de la jeunesse. Patrick Gofman compte parmi les rédacteurs de Novopress.info (section française).

### Labels musicaux
Le mouvement est aussi à l’origine du label musical « Alternative-s ».

### Jeunesses identitaires
Le fondateur des Jeunesses identitaires est Philippe Vardon. Le comité directeur du mouvement était composé d'Adrien Heber, de Gaëtan Jarry et de Jean-David Cattin.
Lors de sa création, le mouvement décrivait les Jeunesses identitaires comme son « mouvement de jeunesse ». Le nom de domaine du site officiel des Jeunesses identitaires est d'ailleurs déposé par « Nos racines », qui utilise la même boîte postale que le Bloc identitaire (ainsi que les sites Novopress, Nissa Rebela, Ligue du Midi, Expulsion sans frontières, La maioun, Soulidarietà).
Le 17 décembre 2007, le tribunal de grande instance de Nice estime que les Jeunesses identitaires sont une émanation d'Unité radicale, dissoute par le gouvernement en 2002. Les JI sont ainsi condamnées à une amende de 20 000 euros, et son ancien président, Philippe Vardon, écope de quatre mois de prison avec sursis et de 10 000 euros d'amende. En septembre 2008, la cour d'appel d'Aix-en-Provence aggrave les condamnations : pour la « reconstitution de ligue dissoute », elle fixe une amende de 30 000 euros envers les Jeunesses identitaires, ainsi que 1 100 euros à verser aux associations SOS Racisme et MRAP. Elle prive également Philippe Vardon de ses droits civiques pendant deux ans et le condamne à nouveau à quatre mois de prison avec sursis. Pour la distribution du tract, la justice impose une amende de 16 000 euros au total. Philippe Vardon et Nissa Rebela se pourvoient en cassation mais ils sont déboutés en janvier 2010.
Une structure appelée « Une autre jeunesse » existe également un temps, vers 2009.
En 2012, ce mouvement de jeunesse disparaît lors du lancement de Génération identitaire.

### Génération identitaire
Le mouvement Génération identitaire est créé en 2012. Des militants du mouvement occupent cette même année le chantier de la grande mosquée de Poitiers,. Ils appellent à la tenue d’un référendum sur la construction de mosquées et sur l'immigration, et se réclament de Charles Martel. Pour cette action, sept personnes sont mises en examen,. En 2017, le tribunal correctionnel de Poitiers condamne cinq militants à un an d’emprisonnement avec sursis pour « provocation à la discrimination raciale ou religieuse » et « dégradation du bien d'autrui en réunion » ; Génération identitaire est condamnée à 10 000 euros d'amende et à 24 465 euros en réparation du préjudice matériel,,. En juin 2020, une relaxe générale est prononcée en appel en raison d'un oubli d'interruption de la prescription.
À la fin des années 2010, GI prend son autonomie par rapport aux Identitaires, et de nouvelles figures médiatiques comme Damien Rieu ou Thaïs d'Escufon donnent à la nouvelle entité une importante notoriété nationale[réf. nécessaire].

### Vidéographie
- Les Enragés de l'identité, documentaire de Caroline Fourest, France 5, 51 min, 2012